# ロボク科
ロボク科（ロボクか、学名：Calamitaceae、カラミテス科）は、トクサ綱トクサ目に属する科で、すべて古生代石炭紀の化石植物からなる。現生のトクサ科に近縁と考えられるが、はるかに大型である。次のような属および種に分類されるが、植物体の一部に対して命名されたものが多く、中には同じ種の別の部位に過ぎないものも含まれる可能性がある。
- Annularia
  - Annularia stellata
- Arthropitys
- Asterophyllum (Asterophyllites)
- Astromyelon
- ロボク属 Calamites
  - Calamites carinatus
  - Calamites suckowi
  - Calamites undulatus
- Calamocarpon
- Calamostachys
  - Calamostachys binneyana
- Cingularia
- Mazostachys
- Paleostachya